# Enrico Bondi
Enrico Bondi (Arezzo, 5 ottobre 1934) è un dirigente d'azienda italiano.

## Biografia
Laureato in chimica, vanta grande esperienza nel risanamento di imprese in crisi. Si è occupato sia del recupero della Montedison, sia, in qualità di commissario straordinario, dell'amministrazione straordinaria speciale per il risanamento della Parmalat e delle altre società del Gruppo in seguito al crac del 2003. Bondi è stato anche il primo amministratore delegato della nuova Parmalat S.p.A., quotata in borsa.
In passato, dopo essersi occupato del risanamento di Montedison, ricopre dapprima, nel 2001, l'incarico di Amministratore Delegato di Telecom Italia e poi nel 2002 di Premafin (holding della famiglia Ligresti). L'incarico dura poco, a causa di qualche dissapore con Salvatore Ligresti. Nel 2003 torna a collaborare con Luigi Lucchini, che era stato Presidente di Montedison durante gli stessi anni nei quali Bondi era Amministratore Delegato, ma stavolta al risanamento del gruppo industriale dello stesso Luigi Lucchini. Il Gruppo Lucchini supera la crisi e Bondi, a fine 2003, lascia e inizia la sua opera in Parmalat come commissario straordinario della Parmalat in Amministrazione Straordinaria (nomina avvenuta nel 2003) e successivamente come Amministratore Delegato del Gruppo Parmalat.
Quale commissario straordinario delle società del Gruppo Parmalat, Bondi, ha esperito azioni revocatorie e risarcitorie nei confronti di banche, sia italiane che estere, al fine di ristabilire la par condicio creditorum e di saldare i debiti delle società del Gruppo Parmalat in amministrazione straordinaria (quantificati in circa 14 miliardi di euro). Con le sue azioni revocatorie e risarcitorie è riuscito a ottenere oltre 2 miliardi di euro L'11 ottobre 2006 viene nominato presidente del Parma, carica che ricopre sino alla cessione della società, avvenuta a gennaio 2007.
Il 30 aprile 2012 è nominato dal governo Monti quale commissario alla Revisione della spesa pubblica: un commissario straordinario per la razionalizzazione degli acquisti di beni e servizi con il compito di definire il livello di spesa per voci di costo. La nomina arriverà con decreto-legge. Il 7 gennaio 2013 si è dimesso da tale incarico per via del suo nuovo ruolo di supervisore delle liste del neonato movimento Scelta Civica che fa riferimento a Mario Monti. L'11 aprile 2013 viene scelto dalla famiglia Riva come amministratore delegato dell'Ilva di Taranto: da tale incarico si dimette all'indomani del provvedimento di sequestro preventivo di 8,1 miliardi di euro ai danni della famiglia Riva per l'ipotesi di disastro ambientale.
Nel giugno dello stesso anno Bondi è nominato commissario governativo del Gruppo Ilva dal Governo Letta: la scelta alimenta polemiche sull'imparzialità di un commissario governativo precedentemente scelto come AD da parte della proprietà dell'azienda. Nel luglio 2013 il Fatto Quotidiano titola: "Taranto, Enrico Bondi: “I tumori? Macché Ilva, la colpa è di tabacco e alcol”. Il 16 luglio, a smentita da quanto scritto nel titolo da il Fatto Quotidiano, Enrico Bondi con una nota ufficiale dell'ILVA dichiara: "Non ho mai detto, né scritto che il tabacco fa più male delle emissioni dell'Ilva come risulta precisato solo da alcuni giornali. In un procedimento, avviato ben prima del commissariamento, è stato richiesto dalla Regione Puglia un parere all'ILVA su un'ipotesi di valutazione del danno sanitario. L'Ilva ha affidato l'elaborazione di tale parere a quattro docenti universitari. Ho ritenuto doveroso inoltrare tale parere, nel testo che mi era stato trasmesso, come contributo al procedimento avviato dalla Regione Puglia: tale parere tecnico non ha ovviamente alcuna incidenza né sulle iniziative ambientali in corso, né sul Piano di risanamento ambientale dell'Ilva che è in elaborazione e che terrà conto sia dei rischi ambientali che di quelli sanitari".